# Pierre Clémenti
Pierre Clémenti (28. září 1942 Paříž – 27. prosince 1999 tamtéž) byl francouzský herec a režisér.

## Filmová kariéra
Po studiu dramatického umění začínal hereckou kariéru v divadelním angažmá. Na filmovém plátnu debutoval vedlejší rolí v roce 1960, kdy jej do snímku Chien de pique obsadil režisér Yves Allégret. Známým se stal postavou gangstera Marcela v Buñuelově surrealistickém dramatu z roku 1967 Kráska dne, v němž se jeho postava zamilovala do mladé prostitutky, kterou ztvárnila Catherine Deneuve. S Buñuelem spolupracoval také na jeho Mléčné dráze, kde byl obsazen do role ďábla.
Objevil se i v dalších kritikou kladně přijatých filmech jakými byly Viscontiho Leopard, Pasoliniho Vepřinec či Bertolucciho díla Konformista a Partner. K dalším režisérům, kteří si jej vybrali do svých projektů byli Liliana Cavani, Glauber Rocha, Miklós Jancsó a Philippe Garrel.
V roce 1972 došlo k přerušení jeho herecké dráhy. Důvodem byl nástup do vězení poté, co byl odsouzen za údajné držení a užívání drog. Vzhledem k nedostatečným důkazům byl po sedmnácti měsících propuštěn. Následně napsal knihu o zkušenostech z pobytu ve vězení.
Po této epizodě obnovil kariéru a zahrál si Potěmkina v Makavejevově Sweet Movie. Jako svůdný saxofonista Pablo se roku 1974 objevil v Hainesově filmové adaptaci Hesseho románu Stepní vlk. Během filmové dráhy pokračoval v divadelním hraní.
Je také spojován s francouzským undergroundovým hnutím ve filmu, když režíroval několik nezávislých snímků podle vlastního námětu. K jeho projektům patří soubor dvou experimentálních filmů nazvaný Visa de censure no X. Dalším se v roce 1978 stal celovečerní New Old, v němž se objevila Viva, jedna z Warholových superstars. V režijní práci pokračoval díly La Revolution ce n'est qu'un debut, continuons le combat, In the Shadow of the Blue Rascal a Sun.
V roce 1999 zemřel na jaterní karcinom. Je pohřben na hřbitově středofrancouzské obce Soucy, ležící v departementu Yonne.

## Filmografie
- 1998 – Le Goût des fraises (televizní film)
- 1998 – Hideous Kinky
- 1997 – Le Nègre
- 1997 – Pánev Johna Waynea
- 1994 – L´ Aquila della notte (televizní film)
- 1993 – Attendre le navire
- 1991 – Céleste
- 1991 – Massacres
- 1990 – L´ Autrichienne
- 1989 – Je těžké být Bohem
- 1989 – Manon Rolandová (televizní film)
- 1989 – Une femme tranquille (televizní film)
- 1987 – Dítě jménem Ježíš (televizní film)
- 1986 – Une femme innocente (televizní film)
- 1985 – L´ Histoire en marche: Le serment (televizní film)
- 1985 – 44 ou les récits de la nuit
- 1984 – Canicule
- 1984 – Clash
- 1984 – Ediths Tagebuch
- 1984 – Christmas Carol (televizní film)
- 1984 – Patrik Pacard (seriál)
- 1984 – Le Rapt (televizní film)
- 1983 – Bez šance
- 1983 – Brückenschläge (televizní film)
- 1983 – L´ Étrange château du docteur Lerne (televizní film)
- 1983 – L´ Homme de la nuit (seriál)
- 1983 – Na příkaz krále (televizní film)
- 1982 – L´ Amour des femmes
- 1982 – Deuil en vingt-quatre heures (seriál)
- 1982 – Chassé-croisé
- 1982 – La Steppe (televizní film)
- 1981 – La Brune et moi
- 1981 – Histoires extraordinaires: La chute de la maison Usher (televizní film)
- 1981 – Quartet
- 1981 – Severní most
- 1980 – Cauchemar
- 1979 – Madame Sourdis (televizní film)
- 1979 – La Vraie histoire de Gérard Lechômeur
- 1979 – Zoo zéro
- 1978 – Les Grandes conjurations: Le tumulte d'Amboise (televizní film)
- 1978 – La Chanson de Roland
- 1978 – Piccole labbra
- 1977 – Apprentis sorciers
- 1976 – Les Berceau de cristal
- 1976 – Červený plakát
- 1975 – Le Fils d'Amr est mort
- 1974 – De quoi s'agit-il?
- 1974 – L´ Ironie du sort
- 1974 – Jennifer
- 1974 – Stepní vlk
- 1974 – Sweet Movie
- 1972 – La Cicatrice intérieure
- 1972 – Crush Proof
- 1971 – La Famille
- 1971 – La Vittima designata
- 1971 – Wheel of Ashes
- 1970 – I Cannibali
- 1970 – Díaz a pastýř
- 1970 – Konformista
- 1970 – Necropolis
- 1970 – Pacifistka
- 1970 – Renaissance
- 1970 – Šantanová Nini
- 1969 – Le Lit de la vierge
- 1969 – Mléčná dráha
- 1969 – Promiňte, pomilujeme se?
- 1969 – La Sua giornata di gloria
- 1969 – Vepřinec
- 1968 – Benjamin aneb Deník panice
- 1968 – Chromo sud
- 1968 – Les Idoles
- 1968 – Lune X
- 1968 – Partner
- 1968 – Visa de censure
- 1967 – Homeo
- 1967 – Kráska dne
- 1967 – Lamiel
- 1967 – Pop' game
- 1967 – Un homme de trop
- 1967 – Vyšetřovaní komisaře Maigreta (seriál)
- 1966 – Les Compagnons de Jehu (seriál)
- 1966 – Protigangová brigáda
- 1966 – L´ Uomo che ride
- 1965 – As Ilhas Encantadas
- 1965 – Prachy a smůla
- 1963 – Gepard
- 1962 – Adorable menteuse
- 1961 – Flore et Blancheflore (televizní film)
- 1960 – Chien de pique
- 1958 – Posledních pět minut (seriál)